# Foenatopus brevimaculatus
Foenatopus brevimaculatus  (лат.) — вид наездников рода Foenatopus из семейства Stephanidae. Китай (Хайнань, Гуандун).

## Описание
Эндопаразиты насекомых. Длина тела самок 12,5 мм (самцы — 7-9,5 мм), длина переднего крыла 6,7 мм. От близких видов отличается следующими признаками: яйцеклад жёлтого цвета, верх головы тонко поперечно бороздчатый. 
Основная окраска тела чёрная. Голова с бледно-желтоватыми отметинами. Шея спереди выемчатая, с мелкими бороздками; задняя часть пронотума градуально сливается с оставшейся частью переднеспинки; метаплеврон узкий; жилка 2-SR и 2-SR+M переднего крыла отсутствует; жилка 2-CU1 переднего крыла редуцирована; задние голени сплющены в базальной части; задние лапки самок 3-члениковые.